# أوبلم
الأوبلم (الاسم العلمي:Eupilema) هو جنس من الحيوانات يتبع الفصيلة الجذفمية من رتبة الجذفميات.

## أنواع الأوبلم
هناك نوع وحيد لهذا الجنس هو:
- الأوبلم المباغت